# マリッジ・ストーリー
『マリッジ・ストーリー』（Marriage Story）は、2019年の米英合作の映画。監督はノア・バームバック。主演はアダム・ドライヴァーとスカーレット・ヨハンソン。共演はアラン・アルダ、ローラ・ダーン、レイ・リオッタら。2020年アカデミー賞6部門にノミネートされ、ローラ・ダーンが助演女優賞を受賞した。

## あらすじ
ニューヨークの売れっ子の演出家であるチャーリー・バーバーの所有する劇団は、チャーリーの妻で10代の時は映画女優だったニコールが主演する劇を発表している。夫妻関係には亀裂が生じており、仲裁人を頼る。仲裁人は2人にお互いの長所を書き出すように助言するが、ニコールは自分が書いたものを恥ずかしくて声に出すことができず、2人はカウンセリングをやめることにする。
ニコールはロサンゼルスでのテレビ番組のパイロットの主役を持ちかけられると、劇団を辞め、息子のヘンリーを伴って一時的にウェスト・ハリウッドに母と住むことを決意する。チャーリーは、劇がブロードウェイ公演予定なので、ニューヨークにとどまることにする。2人は弁護士を使わずに穏便に別れようと合意していたのに、ニコールは家族問題の弁護士であるノラ・ファンショーに依頼し、夫に相手にされなくなっていった経緯や自分の意見や願望がいかに聞き入れられなかったかについて不満をぶちまける。ニコールはチャーリーが劇団の舞台監督と寝たのではないかと疑う。チャーリーは家族を訪ね、マッカーサー基金の奨学金を得たことを明かすが、ニコールは離婚に突き進む。チャーリーは好戦的で高給取りの弁護士ジェイ・マロッタに相談し、ジェイはすぐに争うように助言するが、チャーリーはジェイに委任することなくニューヨークへ戻る。ノラからチャーリーに電話が入り、弁護士を雇わなければヘンリーの親権を失うおそれがあると言う。チャーリーはロサンゼルスに戻り、バート・スピッツに委任する。バートは依頼者に同情的で、和解的手法を駆使する家族問題の熟練弁護士である。
チャーリーはバートの助言により、家族との距離を縮め親権争いで優位に立とうと、ロサンゼルスにアパートを借りる。チャーリーの希望は裁判を避けることなので、バートはニコールとノラとの面談をセットする。ノラの言い分は、チャーリーはニコールのロサンゼルスに戻りたいという希望を尊重せず、ヘンリーは飛行機で大陸両岸を行き来するよりも母と一緒に過ごしたいというものである。バートはチャーリーと密談し、ニューヨークでの生活を諦めるように諭すが、不満のたまったチャーリーは拒否してバートを解任する。
奨学金の1回目の支払いを費やしてチャーリーはジェイに依頼する。問題は裁判所に持ち込まれ、ノラとジェイは互いに依頼主の利益のために激論を戦わせる。その結果、人格攻撃の応酬となり、ノラはチャーリーの不貞とつれない態度を強調し、ジェイはニコールの酒癖を誇張しチャーリーのメールを盗み見たことを告訴すると威嚇する。そうする間にも、チャーリーとニコールは裁判を離れると仲良く暮らし、ヘンリーとの時間をともに過ごす。そのヘンリーは両親の間の行き来にイライラを募らせる。
裁判手続きに幻滅し、チャーリーとニコールは2人だけで会うことにする。ところが、チャーリーのアパートでの親しげな会話は感情的な言い争いに終わる。ニコールはチャーリーが今や完全に自己中心的になったと非難し、チャーリーはニコールが死ねばいいと叫ぶ。チャーリーは泣き崩れて謝ると、ニコールが慰める。親権評価の調査員がチャーリーと夜を過ごすヘンリーの様子を観察するが、チャーリーはうっかりナイフで腕を切ってしまう。まもなく、夫婦はお互い譲歩して対等な離婚に踏み切るが、ノラはニコールの意向に反して彼女に若干有利なように交渉する。
1年後、チャーリーの劇はブロードウェイで成功を収め、ニコールには新しい恋人ができ、自作の番組がエミー賞監督部門にノミネートされる。チャーリーはUCLAでのポジションを得、いつもヘンリーのそばにいるためにロサンゼルスに住むことにするとニコールに伝える。その後、チャーリーはニコールがカウンセリングの際に書いた、彼女がチャーリーの美徳だと思うリストを読んでいるのを見つける。ヘンリーがチャーリーにそれを読み上げてと言うので、そうするが、ニコールが遠目に見つめる中、チャーリーは感傷的になる。その夕方、ハロウィンパーティーの後、ニコールは自分の番なのに、その晩はチャーリーにヘンリーを連れて帰るように申し出る。チャーリーはヘンリーを抱きかかえて車の方に向かい歩き出す。

## キャスト
※括弧内は日本語吹き替え
- ニコール - スカーレット・ヨハンソン（松井茜） 女優。

- チャーリー - アダム・ドライヴァー（増元拓也） ニコールの夫。舞台の演出兼脚本家。

- ノラ・ファンショー - ローラ・ダーン（山像かおり） 弁護士。
- バート・スピッツ - アラン・アルダ（側見民雄） 弁護士。
- ジェイ・マロッタ - レイ・リオッタ（斎藤志郎） 弁護士。
- サンドラ - ジュリー・ハガティ（杉山佳寿子） ニコールの母。
- キャシー - メリット・ウェヴァー ニコールのきょうだい。
- ヘンリー - アジー・ロバートソン（山崎智史） ニコール夫妻の息子。
- フランク -  ウォーレス・ショーン 劇団俳優。
- ナンシー・カッツ - マーサ・ケリー（英語版） 調査員。
- カーター - マーク・オブライエン
- テリー - マシュー・シアー（英語版） 劇団俳優。
- メアリー・アン - ブルック・ブルーム（英語版）（神戸光歩）
- テッド - カイル・ボーンハイマー
- ベス - ミッキー・サムナー（英語版） 劇団俳優。
- アミール - アミール・タライ
- 仲裁人- ロバート・スミゲル（山本満太）
- 照明デザイナー - マッキンリー・ベルチャー3世（英語版）
- 演劇俳優 - マシュー・マー（英語版）
- 演劇俳優 - ギディオン・グリック（英語版）

### 日本版スタッフ
- 字幕翻訳 - 藤原千春、中山あい
- 吹替翻訳 - 浜岡直子
- 演出 - 日向泰祐
- 制作 - 株式会社 東北新社

## 製作
2017年11月にNetflixが企画を公表。スカーレット・ヨハンソン、アダム・ドライヴァー、ローラ・ダーン、メリット・ウェヴァー、アジー・ロバートソンが映画のキャストに加わり、ノア・バームバックが監督と脚本を務めるプロジェクトであることが明かされた。製作はデヴィッド・ハイマンのヘイデイ・フィルムズとNetflixが共同で務め、配給はNetflixが兼任した。2018年3月、カイル・ボーンハイマーがキャストに加わった。6月には、レイ・リオッタがキャストに加わった。同年11月、ジュリー・ハガティがキャストに加わった。同年7月、本作のタイトルが『Marriage Story』に決定したと発表された。

### 撮影
主要な撮影は、2018年1月15日からニューヨークとロサンゼルスで始まり、2018年4月に終了した。

## 公開
本作は、2019年8月29日に開催される第76回ヴェネツィア国際映画祭で世界初上映された。また、2019年9月8日の第44回トロント国際映画祭でも上映され、2019年10月4日のニューヨーク映画祭でも上映された。2019年12月6日、Netflixで全世界に配信された。配信に先立ち、アメリカでは11月6日より、日本では11月29日より劇場公開された。

## 受賞

### 第92回 アカデミー賞（2020年）

#### 受賞
| 助演女優賞 | ローラ・ダーン |

#### ノミネート
| 作品賞     |                          |
| 主演男優賞 | アダム・ドライバー       |
| 主演女優賞 | スカーレット・ヨハンソン |
| 脚本賞     | ノア・バームバック       |
| 作曲賞     | ランディ・ニューマン     |